# Roissy-en-Brie
Roissy-en-Brie is een gemeente in het Franse departement Seine-et-Marne (regio Île-de-France). De plaats maakt deel uit van het arrondissement Torcy. Roissy-en-Brie telde op 1 januari 2022 23.521 inwoners.
De kerk dateert uit de 12e eeuw en het kasteel van Roissy, waarin het gemeentehuis is gevestigd, uit de 17e eeuw. Tot 1970 was Roissy-en-Brie een landelijke gemeente met landbouw (graan) en kleine industrie (houtbewerking). Daarna volgde een snelle verstedelijking en een grote bevolkingsgroei door de nabijheid van de agglomeratie van Parijs.

## Geografie
De oppervlakte van Roissy-en-Brie bedroeg op 1 januari 2022 13,65 vierkante kilometer; de bevolkingsdichtheid was toen 1.723,2 inwoners per km². De Morbras stroomt door de gemeente. Ongeveer 50% van de gemeente bestaat uit bos.
De onderstaande kaart toont de ligging van Roissy-en-Brie met de belangrijkste infrastructuur en aangrenzende gemeenten.

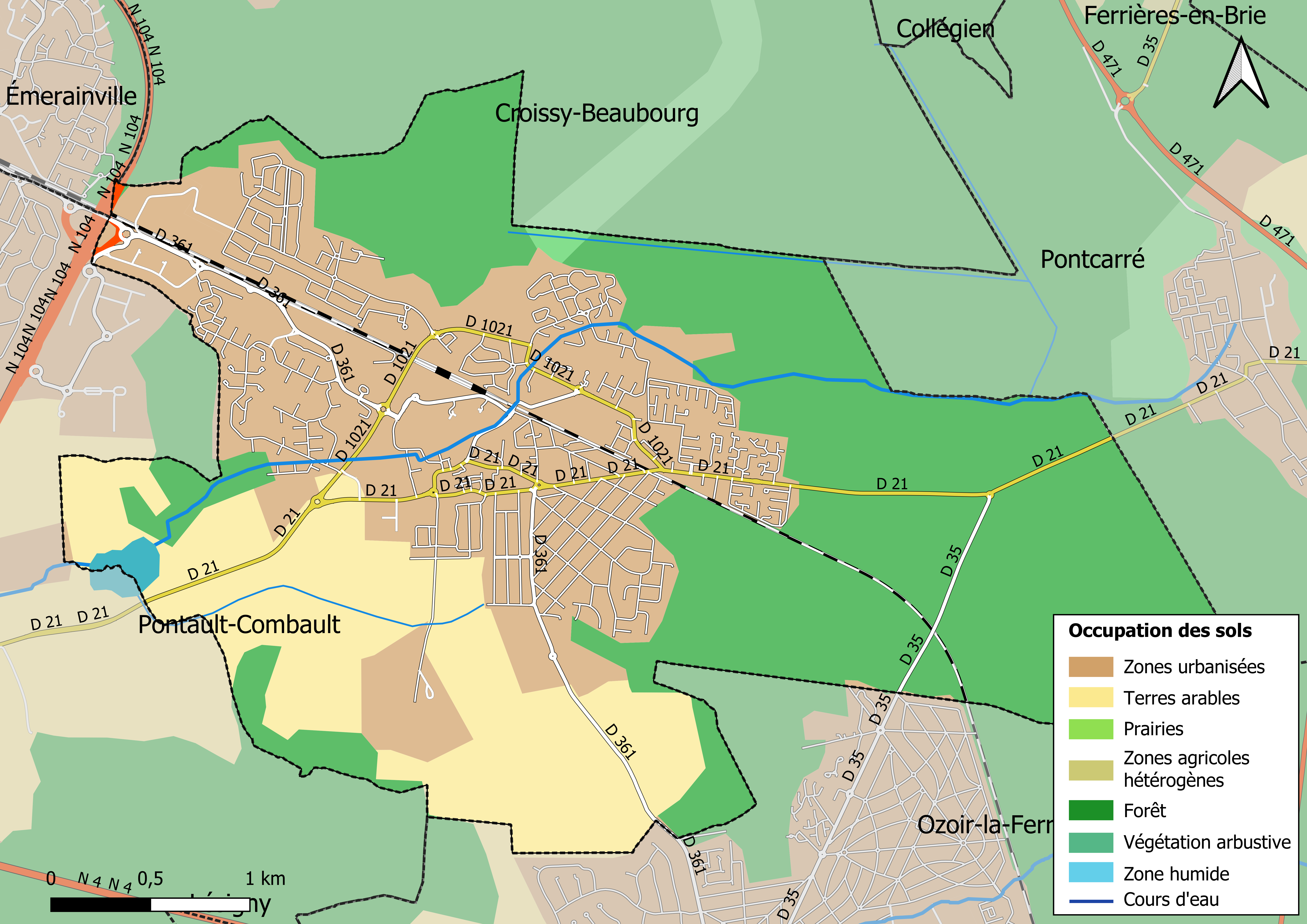

## Demografie
Onderstaande figuur toont het verloop van het inwonertal (bron: INSEE-tellingen).

## Afbeeldingen

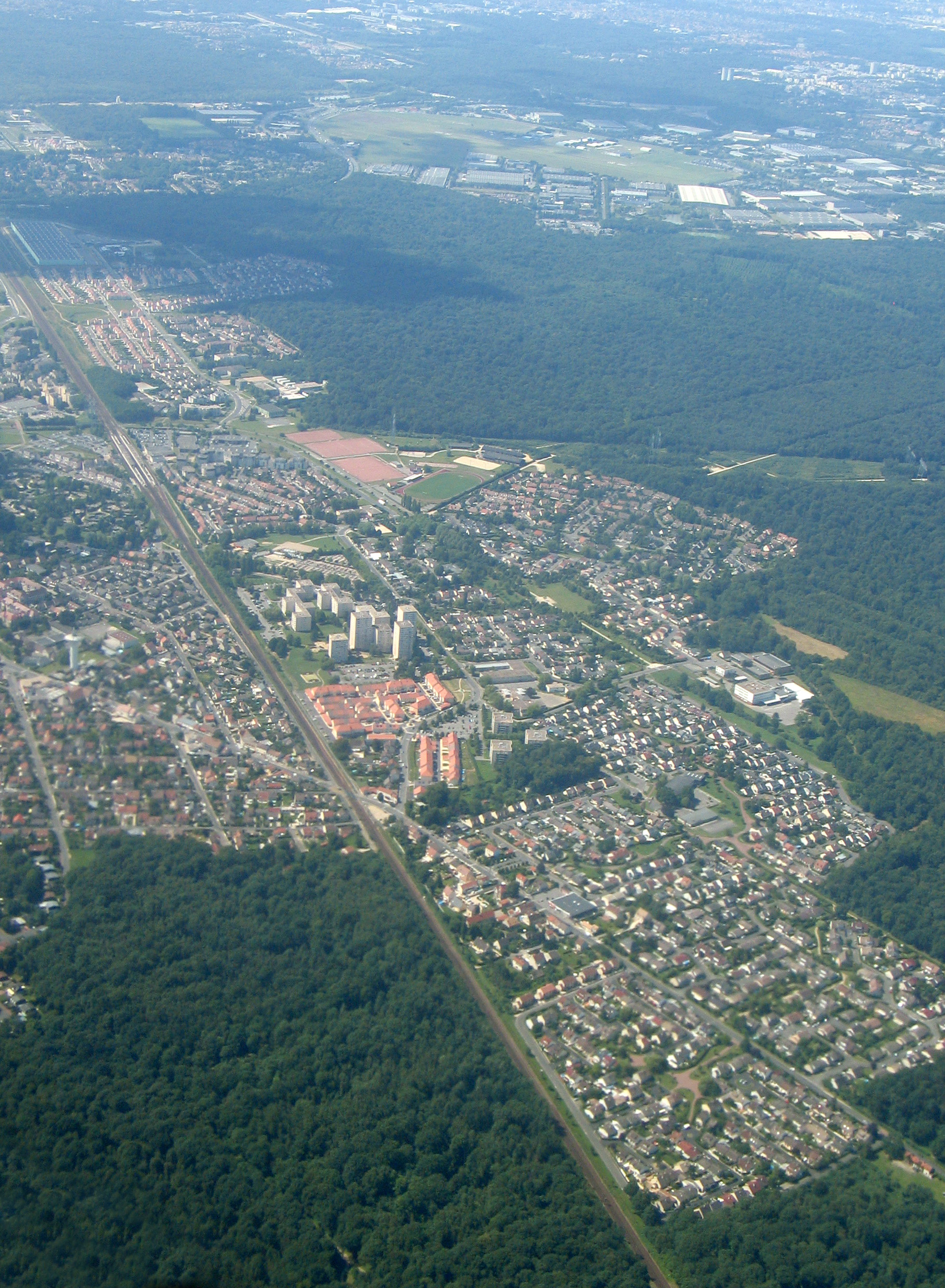
Gezicht op Roissy-en-Brie
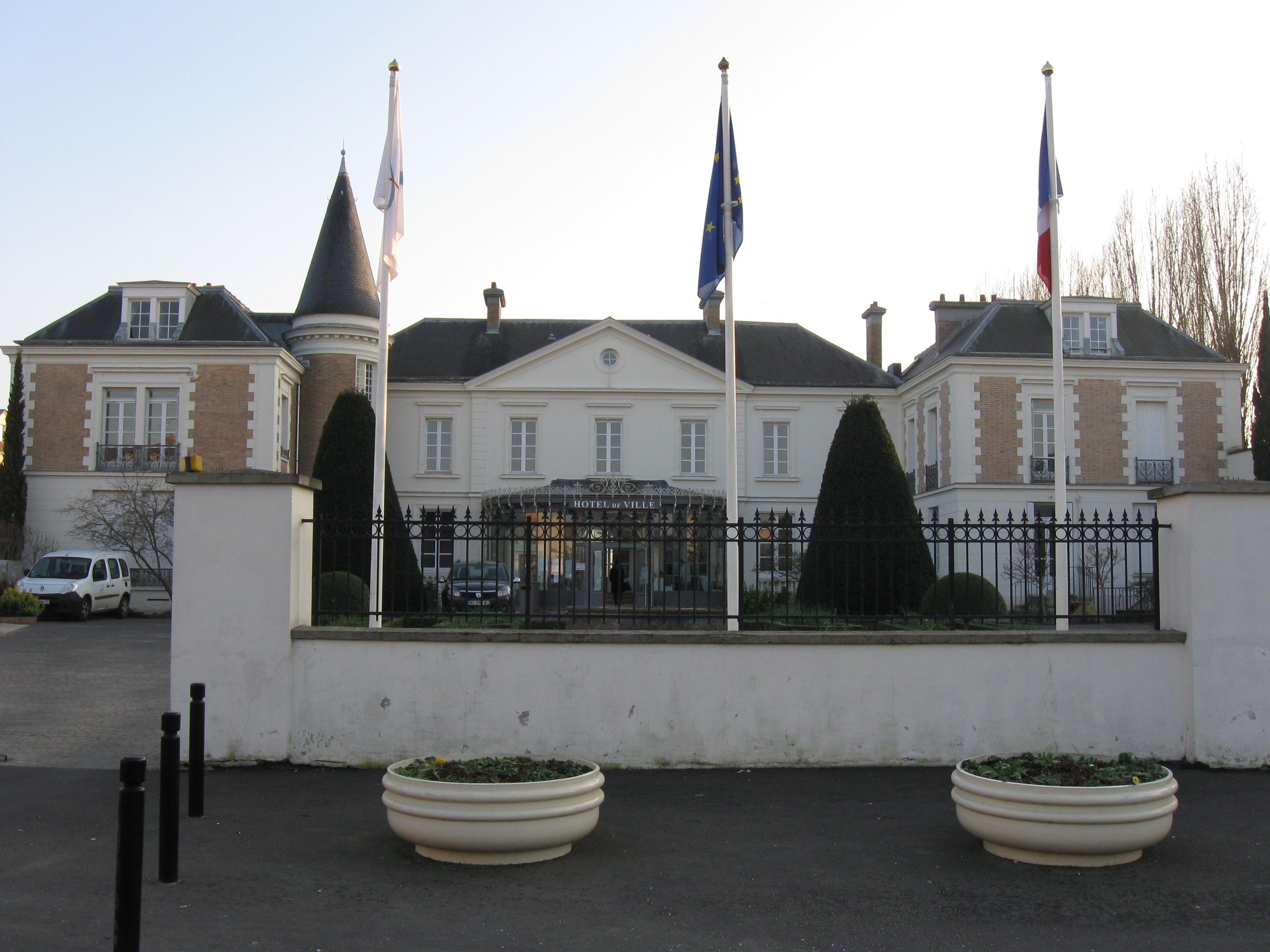
Gemeentehuis
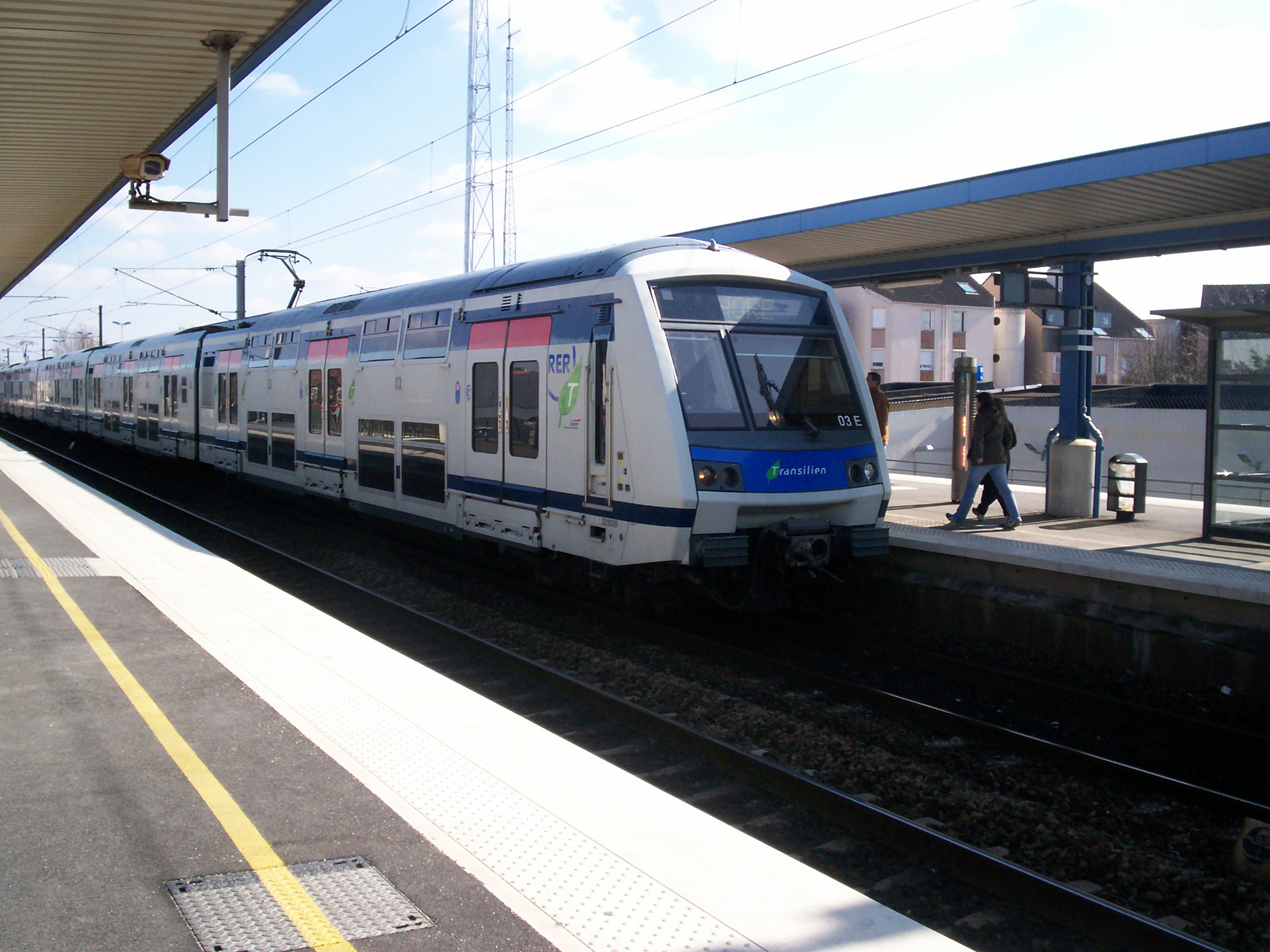
Station aan RER E